# Destiny Fulfilled... and Lovin' It
Destiny Fulfilled... and Lovin' It foi a última turnê do trio americano de R&B Destiny's Child, que visitou a Ásia, a Austrália e a América do Norte. A parte americana da turnê arrecadou cerca de US$ 70,8 milhões de acordo com a Billboard e foi a turnê de maior bilheteria de uma banda feminina desde FanMail Tour do TLC, onde o Destiny's Child atuou como um artista de abertura em 1999.

## História
A turnê iniciou em Hiroshima, Japão, em 9 de abril de 2005, e terminou em Vancouver, Canadá, em 10 de setembro.
Independentemente disso, Destiny's Child embarcou nesta turnê mundial patrocinada pelo McDonald's e cantou sucessos como "No, No, No", "Survivor", "Say My Name", "Independent Women" e "Lose My Breath" . Além de interpretarem o antigo material gravado do grupo, elas também tocaram músicas das carreiras individuais de cada cantora, mais notavelmente as canções do álbum de estréia de Beyoncé, Dangerously in Love. O design de palco permitiu visualização de 360 graus no típico local da arena. Vários interlúdios dos bailarinos do grupo permitiram as mudanças de figurino das integrantes; Esses trajes, muitas vezes reluzentes, foram desenhados por Tina Knowles, a mãe de Beyoncé e fabricada pela House of Deréon. Um conjunto especial de roupas foi projetado como uma homenagem ao musical Dreamgirls da Broadway, insinuando a cena "One Night Only (Disco)", onde Deena Jones e as Dreams usam os mesmos ternos de cores.

## Anúncio de separação
Durante a última parte da turnê européia em Barcelona, em 11 de junho de 2005, Kelly Rowland anunciou de repente: "Esta é a última vez que vocês nos verá no palco como Destiny's Child".
| “ | Temos vindo a trabalhar juntos como Destinys Child desde os nove anos, e excursionando juntos desde 14. Depois de muita discussão e um exame de consciência profundo, percebemos que a nossa atual turnê nos deu a oportunidade de deixar o Destiny's Child com uma nota alta, unidos na nossa amizade e preenchido com uma imensa gratidão a nossa música, nossos fãs, e tantos outros. Depois de todos estes anos maravilhosos trabalhando juntas, nós percebemos que agora é a hora de perseguir os nossos objetivos pessoais e os esforços individuais para valer a pena... Não importa o que aconteça, sempre vamos amar uma as outras como amigas e irmãs, e sempre vamos apoiar umas as outras como artistas. Queremos agradecer a todos os nossos fãs por seu incrível amor e apoio e esperamos ver todos vocês novamente à medida que continuaremos cumprindo nossos destinos. | ” |

O anúncio foi surpreendente, pelo menos, porque o trio negou os rumores de uma separação após o sucesso de Knowles, embora os planos iniciais tinha como objetivo que as integrantes voltassem a se concentrem em projetos individuais após o final da turnê.

## Transmissões e gravações
Uma performance da tour foi filmada em Atlanta na Philips Arena em 15 de julho de 2005 e o DVD Destiny's Child: Live in Atlanta, foi lançado em 28 de março de 2006. A RIAA posteriormente o certificou DVD como platina. O show também foi exibido nos EUA no BET como especial de televisão, no Channel 4 no Reino Unido e no canal de televisão holandês AT5.

## Artistas de abertura
- Amerie (América do Norte)[3]
- Mario (América do Norte)[3]
- Darine Hadchiti (Dubai)[4]
- Tyra B. (América do Norte)
- Teairra Marí (Cidade de Nova York)
- Keshia Chanté (Montreal, Toronto)[5]
- Chris Brown (Columbus)

## Setlist
1. "Say My Name"
2. "Independent Women, Part I"
3. "No, No, No, Part 2"
4. "Bug a Boo"
5. "Bills, Bills, Bills"
6. "Bootylicious"
7. "Jumpin', Jumpin'"
8. "Soldier" (contém elementos de "Shout It Out")
9. "Dilemma" (solo de Kelly Rowland)
10. "Do You Know" (solo de Michelle Williams)
11. "Baby Boy" (solo de Beyoncé)
12. "Naughty Girl" (solo de Beyoncé)
13. "Cater 2 U"
14. "Girl" (contém elementos de "I'll Take You There")
15. "Free"
16. "If"
17. "Through With Love"
18. "Bad Habit" (solo de Kelly Rowland)
19. "Dangerously in Love 2" (solo de Beyoncé)
20. "Crazy in Love" (solo de Beyoncé)
21. "Survivor"
22. "Lose My Breath"

## Datas
| Ásia                   |                |                        |                                  |
| 9 de abril de 2005     | Hiroshima      | Japão                  | Sun Plaza Center                 |
| 11 de abril de 2005    | Osaka          | Japão                  | Osaka-jo Hall                    |
| 12 de abril de 2005    | Nagoya         | Japão                  | Nagoya Rainbow Hall              |
| 14 de abril de 2005    | Tokio          | Japão                  | Nippon Bodokan Hall              |
| 15 de abril de 2005    | Tokio          | Japão                  | Nippon Bodokan Hall              |
| 16 de abril de 2005    | Yokohama       | Japão                  | Yokohama Arena                   |
| Austrália              |                |                        |                                  |
| 27 de abril de 2005    | Brisbane       | Austrália              | Brisbane Entertainment Center    |
| 28 de abril de 2005    | Sydney         | Austrália              | Sydney Superdome                 |
| 29 de abril de 2005    | Adelaide       | Austrália              | Adelaide Entertainment Center    |
| 30 de abril de 2005    | Melbourne      | Austrália              | Rod Laver Arena                  |
| Oriente Médio          |                |                        |                                  |
| 12 de maio de 2005     | Dubai          | Emirados Árabes Unidos | Dubai Media City                 |
| Europa                 |                |                        |                                  |
| 14 de maio de 2005     | Saint-Jean     | França                 | Private Party                    |
| 15 de maio de 2005     | Oslo           | Noruega                | Oslo Spectrum                    |
| 17 de maio de 2005     | Estocolmo      | Suécia                 | Globen                           |
| 19 de maio de 2005     | Hamburgo       | Alemanha               | Colorline Arena                  |
| 21 de maio de 2005     | Stuttugart     | Alemanha               | Schleyerhalle                    |
| 23 de maio de 2005     | Roterdã        | Países Baixos          | The Ahoy                         |
| 24 de maio de 2005     | Roterdã        | Países Baixos          | The Ahoy                         |
| 26 de maio de 2005     | Milão          | Itália                 | Filaforum                        |
| 27 de maio de 2005     | Geneva         | Suíça                  | SEG Geneva Arena                 |
| 28 de maio de 2005     | Paris          | França                 | Bercy                            |
| 30 de maio de 2005     | Frankfurt      | Alemanha               | Festhalhe                        |
| 31 de maio de 2005     | Cologne        | Alemanha               | Cologne Arena                    |
| 2 de junho de 2005     | Londres        | Reino Unido            | Earls Court Exhibition Centre    |
| 3 de junho de 2005     | Londres        | Reino Unido            | Earls Court Exhibition Centre    |
| 5 de junho de 2005     | Birmingham     | Reino Unido            | National Indoor Arena            |
| 6 de junho de 2005     | Manchester     | Reino Unido            | MEN Arena                        |
| 7 de junho de 2005     | Sheffield      | Reino Unido            | Hallam FM Arena                  |
| 9 de junho de 2005     | Dublin         | Irlanda                | Landsdowne Road                  |
| 11 de junho de 2005    | Barcelona      | Espanha                | Palau Sant Jordi                 |
| America do Norte       |                |                        |                                  |
| 9 de julho de 2005     | St. Louis      | Estados Unidos         | Savvis Center                    |
| 10 de julho de 2005    | Memphis        | Estados Unidos         | FedExForum                       |
| 12 de julho de 2005    | Nashville      | Estados Unidos         | Gaylord Entertainment Arena      |
| 15 de julho de 2005    | Atlanta        | Estados Unidos         | Philips Arena                    |
| 16 de julho de 2005    | Tampa          | Estados Unidos         | St. Pete Times Forum             |
| 20 de julho de 2005    | Miami          | Estados Unidos         | Office Depot Center              |
| 22 de julho de 2005    | Charlotte      | Estados Unidos         | Verizon Amphitheatre             |
| 23 de julho de 2005    | Virginia Beach | Estados Unidos         | Allter Pavillion at Walnut Creek |
| 24 de julho de 2005    | Raleigh        | Estados Unidos         | Alltel Pavillion at Walnut Creek |
| 28 de julho de 2005    | Albany         | Estados Unidos         | Pepsi Arena                      |
| 29 de julho de 2005    | New York       | Estados Unidos         | Madison Square Garden            |
| 30 de julho de 2005    | Uniondale      | Estados Unidos         | Nassau Coliseum                  |
| 31 de julho de 2005    | Washington DC  | Estados Unidos         | MCI Center                       |
| 3 de agosto de 2005    | Uncasville     | Estados Unidos         | Mohegan Sun Arena                |
| 5 de agosto de 2005    | Filadélfia     | Estados Unidos         | Wachovia Center                  |
| 6 de agosto de 2005    | Boston         | Estados Unidos         | TD Banknorth Garden              |
| 7 de agosto de 2005    | Hershey        | Estados Unidos         | Hersheypark Stadium              |
| 9 de agosto de 2005    | Montreal       | Canadá                 | Bell Center                      |
| 10 de agosto de 2005   | Toronto        | Canadá                 | Air Canada Center                |
| 12 de agosto de 2005   | Cleveland      | Estados Unidos         | Grund Arena                      |
| 13 de agosto de 2005   | Columbus       | Estados Unidos         | Nationwide Arena                 |
| 14 de agosto de 2005   | Auburn Hills   | Estados Unidos         | The Palace of Alburn Hills       |
| 15 de agosto de 2005   | Chicago        | Estados Unidos         | Charter One Pavilion             |
| 19 de agosto de 2005   | San Antonio    | Estados Unidos         | SBC Center                       |
| 20 de agosto de 2005   | Houston        | Estados Unidos         | Toyota Center                    |
| 21 de agosto de 2005   | Dallas         | Estados Unidos         | American Airlines Center         |
| 23 de agosto de 2005   | Denver         | Estados Unidos         | Pepsi Center                     |
| 26 de agosto de 2005   | Las Vegas      | Estados Unidos         | Mandalay Bay Events Center       |
| 27 de agosto de 2005   | Phoenix        | Estados Unidos         | American West Arena              |
| 28 de agosto de 2005   | Albuquerque    | Estados Unidos         | Journal Pavilion                 |
| 1 de setembro de 2005  | Anaheim        | Estados Unidos         | Arrowhead Pond                   |
| 2 de setembro de 2005  | Los Angeles    | Estados Unidos         | Staples Arena                    |
| 3 de setembro de 2005  | Oakland        | Estados Unidos         | Oakland Arena                    |
| 4 de setembro de 2005  | Reno           | Estados Unidos         | Reno Events Center               |
| 9 de setembro de 2005  | Spokane        | Estados Unidos         | Spokane Arena                    |
| 10 de setembro de 2005 | Vancouver      | Canadá                 | GM Place                         |

## Créditos
| Direção criativa - Beyoncé Knowles (Direção/Estadiamento/Coreografia) - Kelly Rowland (Direção/Estadiamento/Coreografia) - Michelle Williams (Direção/Estadiamento/Coreografia) - Kim Burse (Diretor criativo) - Frank Gatson Jr. (Direção/Diretor criativo/Coreografia) Coreógrafos - Destiny's Child - Frank Gatson Jr. - LaVelle Smith Jr. Gerente de Produção - Harold Jones Guarda-roupa e estilista - Tina Knowles - Ty Hunter (Assistente estilista) Gerente de turnê - Alan Floyd - Omar Grant (Assistente de Tour) Banda - Lanar "Kern" Brantley (Diretor Musical, Baixo) - Shawn Carrington (Guitarra) - Jeff Motlet (Teclados) - Luke Austin (Teclados) - Gerald Heyward (Bateria) | Dançarinos - Anthony Burrell (Chefe dos dançarinos masculinos) Segurança - Richard Alexander Promoters - Live Nation & Haymon Concerts – América do Norte - Anschutz Entertainment Group – Europa Patrocinadores - McDonald's - BET |